# リリアン・ブライナー
リリアン・ブライナー（Lilian Bryner、1959年4月21日 - ）は、スイス出身のレーシングドライバー。

## 経歴
彼女は主に1997年から2005年までFIA GT選手権に参戦しル・マン24時間レースにも出場した。ル・マンでの彼女の最初のレースは1993年で、最も成功したのは、 GT2クラスでE2位、1994年に総合9位となった。 1995年にスタドラーモータースポーツに参加したが、1995年では、81周リタイアとなった。同年、彼女はBPRグローバルGTシリーズに出場し、1戦のみの出場であったが、表彰台で3位となった。
彼女は1997年までル・マンに出場した。同年も再び98周を終えてリタイアした。その年、彼女はFIA GTの初シーズンにスタドラーモータースポーツとレースをしたが、オレカの支配によりチームがクラスで獲得したポイントは3回のみであった。
1998年にFIA スポーツカー選手権に出場し、2001年のFIAスポーツカー選手権にBMSスクーデリア・イタリアに参加して50ポイントと2つの表彰台を獲得した。
彼女のFIA GT選手権での最初のフルシーズンは、2003年にケアレーシングから参戦した。彼女は1つのポールポジションと表彰台6回獲得し、ケアレーシングとそのフェラーリ550マラネロが選手権で3位になった。 2004年のFIA GT選手権に、BMSスクーデリア・イタリアに参加し、そのシーズンにスパ・フランコルシャン24時間レースと5つの表彰台を含む2つの勝利を収めた。
FIA GT選手権での彼女の最終シーズンは2005年で、ラーブルコンペティションで3回出場した。